# Drypetes harmandii
Drypetes harmandii là một loài thực vật có hoa trong họ Putranjivaceae. Loài này được Pierre ex Gagnep. mô tả khoa học đầu tiên năm 1924.